# Korsunka, Talne
Korsunka (în ucraineană Корсунка) este localitatea de reședință a comunei Korsunka din raionul Talne, regiunea Cerkasî, Ucraina.

## Demografie
Componența lingvistică a localității Korsunka
     Ucraineană (96,3%)
     Rusă (2,96%)
     Alte limbi (0,18%)
Conform recensământului din 2001, majoritatea populației localității Korsunka era vorbitoare de ucraineană (96,3%), existând în minoritate și vorbitori de rusă (2,96%).